# Rolando Mosqueira
Rolando Mosqueira fue un militar y jinete chileno que compitió en la modalidad de concurso completo. Ganó una medalla de plata en los Juegos Panamericanos de 1951, en la prueba por equipos.

## Palmarés internacional
| Juegos Panamericanos | Juegos Panamericanos     | Juegos Panamericanos | Juegos Panamericanos |
| Año                  | Lugar                    | Medalla              | Categoría            |
| -------------------- | ------------------------ | -------------------- | -------------------- |
| 1951                 | Buenos Aires (Argentina) | Medalla de plata     | Por equipos          |